# Gazette d'Épidaure
La Gazette d'Épidaure ou Recueil de nouvelles de médecine avec des réflexions pour simplifier la théorie et éclairer la pratique,  qui devint par la suite Gazette de Médecine est une revue médicale française publiée de 1761 à 1763. 

## Historique
Elle a été fondée à Paris en 1761 par Jacques Barbeu du Bourg. Le 10 avril 1761, J. A. Grange, imprimeur-libraire, rue de la Parcheminerie, donna le premier. Il s'agissait d'un bi-hebdomadaire, coûtant deux sols le numéro de huit pages ou douze livres d"abonnement annuel. 
Sa préface se défendait de vouloir faire concurrence à ses confrères en journalisme, demandait seulement aux géants séculaires de la presse de daigner faire une petite place à un humble roseau. Le Journal de Médecine, Chirurgie, Pharmacie, que dirigeait Charles-Augustin Vandermonde souhaita la bienvenue au nouveau journal. Trois semaines après, un M. R., citoyen de T., contrefaisait la Gazette d'Épidaure à l'étranger. 
Jacques Barbeu du Bourg doit dépouiller un volumineux courrier, en extraire les observations intéressantes, insérer les nouvelles curieuses des autres périodiques, rédiger en hâte pour sa Gazette un compte rendu, des aphorismes médicaux ou quelque article humoristique, enfin courir rue de la Parcheminerie surveiller les épreuves chez l'éditeur. Il insère tout, catalogue de livres nouveaux, actes et prix de la Faculté, séances de l'Académie de chirurgie, panacées souveraines et recettes populaires contre diverses affections, conseils d'hygiène, état sanitaire, etc., etc. 
De temps en temps, un de ses amis lui envoie une notice inédite. Le Jau, un confrère de La Flèche, lui transmet la relation de l'ouverture du cadavre d'un fameux glouton. Le sieur de Villiers, maître es arts et en chirurgie, bandagiste et correspondant de l'Académie de chirurgie, lui fait imprimer une réclame pour la maison de santé qu'il dirige au Mans, rue Courthardy.
Pour Paul Delaunay, le journal n'était pas d'un niveau très élevé, et était moins un journal technique et sérieux qu'un recueil d'annonces, de remèdes de bonnes femmes, de nouvelles et de curiosités médicales émaillé de quelques gauloiseries. Jacques Barbeu du Bourg résolut de transporter le bureau d'adresses chez lui, rue du Cimetière-Saint- André, et prit Germain comme secrétaire de rédaction. 
La Gazette de Médecine vécut un peu plus de deux ans. Le 19 janvier 1763, parut le dernier numéro.

## Sources
- Paul Delaunay, Vieux médecins mayennais